# Coenemertes caravela
Coenemertes caravela är en djurart som tillhör fylumet slemmaskar, och som beskrevs av Corrêa 1966. Coenemertes caravela ingår i släktet Coenemertes och familjen Emplectonematidae. Inga underarter finns listade i Catalogue of Life.